# Шајерн
Шајерн (њем. Scheyern) општина је у њемачкој савезној држави Баварска. Једно је од 19 општинских средишта округа Пфафенхофен ан дер Илм. Према процјени из 2010. у општини је живјело 4.543 становника. Посједује регионалну шифру (AGS) 9186151.

## Географски и демографски подаци
Шајерн се налази у савезној држави Баварска у округу Пфафенхофен ан дер Илм. Општина се налази на надморској висини од 479 метара. Површина општине износи 38,3 km². У самом мјесту је, према процјени из 2010. године, живјело 4.543 становника. Просјечна густина становништва износи 119 становника/km².